# Шишкин, Виталий Викторович
Ши́шкин Вита́лий Ви́кторович (род. 6 августа 1972, Казахстан, Целиноград) — российский общественно-политический деятель, придерживающийся праворадикальных взглядов. Директор ООО «Издательство «Былое», руководитель незарегистрированной политической партии «Правые за европейское развитие», писатель, Президент Международного благотворительного фонда помощи детям политзаключённых, создатель Международного общественного комитета «Нет — беззаконию, пыткам и рабству».

## Политическая деятельность
С 2010 года активный участник оппозиционных митингов в Москве.
Организатор первого русского марша в Калуге, в 2012 акцию удалось согласовать, в ней приняли участие 25-30 человек, в 2013 же году несанкционированный марш так и не состоялся, Виталий Шишкин был задержан.
С 2012 года Виталий Шишкин был руководителем калужского отделения ЭПО «Русские», но в 2013 году официально вышел из него, записав соответствующее видеообращение.
6 мая 2012 года участвовал в митинге на Болотной площади, был задержан и признан виновным в совершении правонарушения, предусмотренного ст. 20.2 ч. 2 Кодекса РФ об административных правонарушениях, в частности за неповиновение требованиям сотрудника полиции, приговорён к штрафу.
8 июня 2013 Виталий Шишкин участвовал в народном сходе в городе Удомля. Тогда прошла встреча местных жителей, недовольных, произошедшей накануне дракой со стрельбой, с участием выходцев из «южных республик». На сходе выступили питерские активисты, в числе которых был Николай Бондарик, (ныне также арестованный по 282 статье), выступали местные жители и мэр города Александр Литвиненко.
11 июля 2013 года принимал участие в народном сходе в городе Пугачёв Саратовской области. Причиной этого народного схода послужило убийство десантника Руслана Маржанова, выходцами с Северного Кавказа.
28 июля 2013 подавал уведомление и участвовал в народном сходе в городе Твери, сход также был направлен на освещение проблем в городе — межэтнического характера.
8 сентября 2013 года принимал участие в выборах депутатов Совета депутатов муниципального образования сельское поселение Габовское Дмитровского муниципального района Московской области третьего созыва.
В декабре 2013 в городе Арзамас местные жители несколько раз выходили на народный сход, причинами которого, также послужило убийство Александра Салкаева, представителями армянской национальности. Это событие получило всероссийскую огласку, несколько дней жители собирались на сходы, 14 декабря 2013 в поддержку жителей приехал Виталий Шишкин. Но был арестован после подачи уведомления в мэрию о проведении схода, и получил 7 суток ареста.
В январе 2014 года уехал за границу, из-за политических преследований за организацию и участие в народных сходах.
В марте 2014 принимал участие на Майдане в Киеве.
30 октября 2015 года Правозащитный центр «Мемориал» , Союз солидарности с политзаключёнными и Хельсинский комитет  признали Виталия Шишкина политзаключённым.
С нашей точки зрения, призывы участвовать в несогласованном митинге не могут быть расценены как призывы к массовым беспорядкам. Само по себе участие в несогласованном митинге, его организация либо приглашение на него не нарушает нормы уголовного закона (и, более того, соответствует букве и духу Конституции Российской Федерации); санкции за подобного рода действия определены соответствующими статьями КоАП РФ. Вывод следствия, считающего, что такого рода несогласованный митинг должен был перерасти в массовые беспорядки, представляется надуманным. Чисто националистическая часть рассуждений Шишкина, на наш взгляд, также не противоречит законодательству. Ни в одном из роликов не содержатся призывы к насилию, нет в них и разжигания ненависти к представителям отдельных национально-религиозных групп.
Политические преследования Виталия Шишкина продолжаются и после отбытия наказания по сфабрикованному уголовному делу, так сразу после освобождения из колонии 10 января 2019 года, Виталия «встречали» полицейские, но силами движения «За права человека» и правозащитника Льва Пономарёва удалось избежать негативных последствий.
Сегодня в Курской области вышел на свободу политзаключенный Виталий Шишкин. Он отсидел 4 года по 282 и 212 за призыв выйти на Манежную площадь, который кончился ничем. Вышел на свободу, и тут же пропал, потому что полицейские его встречали. Вместе с Шишкиным пропал и его сын, который тоже хотел его встретить, но в итоге полиция встретила и его заодно. Петруха Курьянов направил заявление о преступлении в СК, а я связался с уполномоченным по Курской области, и — ура! — через час все, слава Богу, нашлись. Поздравляю, Виталий.

## Уголовное преследование
В феврале 2015 Виталий Шишкин вернулся в Россию, и был практически сразу арестован.
Впоследствии суд неоднократно продлевал срок содержания под стражей на период расследования, Виталий Шишкин находился в СИЗО «Матросская тишина».
Обвиняется в совершении преступлений, предусмотренных ч. 1 ст. 282 УК РФ (возбуждение ненависти либо вражды, а равно унижение человеческого достоинства), ч. 3 ст. 212 УК РФ (призывы к массовым беспорядкам, сопровождающимся насилием и уничтожением имущества, а равно призывы к насилию над гражданами), за размещение видеороликов в сети с критикой действующей власти, а также выступая за «национальное возрождение России», как гласит предъявленное обвинение..
15 октября 2015 Мещанским судом города Москвы приговорён к максимальному сроку лишения свободы по данным статьям, а именно к 4 годам колонии общего режима.
22 января 2019 года Шишкин, после отбывания срока, уехал из России и попросил политическое убежище в Республике Армения.
В августе 2019 Миграционная служба Армении признала российского оппозиционера, общественно-политического деятеля Виталия Шишкина беженцем и предоставила ему убежище. Ранее Армения никогда не предоставляла статус политического беженца гражданам России.  Данное событие вызвало большой резонанс в России.
В сентябре 2021 года Болгария признала российского оппозиционера, общественно-политического деятеля Виталия Шишкина беженцем и предоставила ему убежище, несмотря на уже полученный аналогичный статус в Армении. Это первый случай в странах Европейского Союза.

## Правозащитная деятельность
11 января 2019 Шишкиным был создан Международный общественный комитет «Нет — беззаконию, пыткам и рабству» Который занимается правовой помощью осужденным и их родственникам, борется с нарушениями закона в исправительных учреждениях, предлагает поправки в законодательство РФ, а также оперативно реагирует и обжалует различные случаи нарушения закона.

## Покушение на убийство
В конце августа - сентябре 2019 года, накануне визита в г. Ереван Президента России Путина В.В для участия в заседании Высшего Евразийского экономического совета ,  Виталий Шишкин при загадочных обстоятельствах оказывается в инфекционной больнице г. Ереван с сразу двумя странными диагнозами Гепатитом A и E одновременно. Отравление людей двумя видами гепатита A и E до этого наблюдалось только 6 раз на территории Российской Федерации. Все 6 человек скончались, а диагноз был определён только по результатам вскрытия. Это говорит о том, что российские биологи и медики владеют информацией только про данный вид отравления и его фатальные последствия. Так как гепатит E вообще не встречается на территории России, Армении и многих других европейских стран, то диагностика на заболевание этим видом гепатита обычно не проводится. 
В феврале 2020 года Виталием Шишкиным направлено заявление в компетентные органы Республики Армения о возбуждении уголовного дела по факту покушения на убийство и умышленного заражения серьёзными заболеваниями . В начале марта аналогичное заявление было подано в СК РФ . После давления со стороны России на Правительство и спецслужбы Армении расследование дела в Армении прекращено. При этом выдано определение о том, что диагноз гепатит E поставлен впервые в истории Армении, ни до, ни после, это заболевание не встречалось. Источник заражения гепатитом E не выявлен. Следственный комитет России отказал в возбуждении уголовного дела и проведении каких-либо проверок.  

## Казахстан
В январе 2022 года принимал активное участие в организации митингов в Казахстане. Главное достижение - это снос бронзового памятника Назарбаеву в Талдыкургане.

## Общественная деятельность
13 мая 2014 принимал участие в пресс-конференции информационного агентства «ИНФОТАГ» в городе Кишинёве, где выступил за восстановление памятника депутату 2-й Государственной думы России от Кишинёва, бессарабскому дворянину Павлу Крушевану (1860—1909). Им были сделаны несколько запросов и обращений в Администрацию Кишинёва, в Академию наук Молдовы, в ответах было в восстановлении памятника отказано, и приведены доводы о том, что такого памятника вообще не существовало.
Шишкиным Виталием же установлено, что такой памятник существовал. Об этом гласит запись в книге 1914 года «Кишинёвские епархиальные ведомости», хранящейся в библиотеке Кишинёва.

## Писательская деятельность
Автор книги «Шишкины в истории России 1339—1905 гг.». Книга вышла в мае 2016 года, в электронном виде в формате PDF.
Эта книга об истории страны, о её быте, о жизни предыдущих поколений, о роли родословных в жизни страны и в жизни каждого человека, о настоящем происхождении 12 дворянских фамилий. В книге собрано около 1000 представителей фамилии Шишкин, подробно описано происхождение и значении фамилии, а также история возникновения родового герба.
Автор книги «Ночь между пятницей и субботой». Книга написана собственноручно в период нахождения в СИЗО Матросская тишина в 2015 году. И подготовлена к изданию только в апреле 2020 года. На данный момент её можно приобрести в ряде интернет-магазинов.

Как указано в описании книги в одном интернет — магазине: 
Книга о разврате российских чиновников, о походах в свингер-клубы и БДСМ-увлечениях. Москва — это столица разврата Мира, за фасадами церквей — самое большое количество гей-клубов и свингер-вечеринок в Европе. Чиновники и политики, депутаты и священнослужители, полицейские и судьи, артисты и журналисты — всех можно встретить в этих злачных местах. Но главное в книге — это любовь. Только она может быть основой взаимоотношений. Всё, что вы прочитаете, основано на реальных событиях.